# 89
89（八十九、はちじゅうく、はちじゅうきゅう、やそじあまりここのつ）は自然数、また整数において、88の次で90の前の数である。

## 性質
- 89 は24番目の素数である。1つ前は83、次は97。
  - 約数の和は90。
- 1/89 = 0.01123595505617977528089887640449438202247191… (下線部は循環節で長さは44)
  - 逆数が循環小数になる数で循環節が44になる最小の数である。次は178。
  - 循環節が n になる最小の数である。1つ前の43は173、次の45は2511。(オンライン整数列大辞典の数列 A003060)
- 89 = 89 + 0 × ω (ωは1の虚立方根)
  - a + 0 × ω (a > 0) で表される13番目のアイゼンシュタイン素数である。1つ前は71、次は89。
- n 番目のフィボナッチ数を Fn とすると、{\displaystyle {\frac {1}{89}}=\sum _{n=1}^{\infty }{F_{n}\times 10^{-(n+1)}}} という関係になる。

0. 0
    1
     1
      2
       3
        5
         8
         13
          21
           34
            55
             89
             144
              233
+             .......
---------------------------------------------------
0. 011235955056179775280...

- n = 1 のときの 100n − 10n − 1 の値とみたとき最小、次は9899。(オンライン整数列大辞典の数列 A086695)

- p = 89 のときの 2p − 1 で表される 289 − 1 は10番目のメルセンヌ素数である。1つ前は61、次は107。
289 − 1 = 618970019642690137449562111
- 11番目のフィボナッチ数である。1つ前は55、次は144。
  - 5番目のフィボナッチ素数である。1つ前は13、次は233。
- 10番目のソフィー・ジェルマン素数である。89 × 2 + 1 = 179 もまた素数となる。1つ前は83、次は113。また、179 もソフィー・ジェルマン素数である。
- 8 と 9 を使った最小の素数である。次は8999。(オンライン整数列大辞典の数列 A020472)
  - 89…9 の形の最小の素数である。次は8999。(オンライン整数列大辞典の数列 A093948)
  - 8…89 の形の最小の素数である。次は88888888888889。(オンライン整数列大辞典の数列 A093405)
- 素数と次の素数97の間隔(8)が以前の数よりも大きくなる5番目の素数である。1つ前は23-29(間隔は6)、次は113-127(間隔は14)(A002386-A000101)
- √8000 に最も近い整数である。√8000 = 89.44721…。892 = 7921, 902 = 8100。
- 89 = (8 + 9) + (8 × 9)
  - 各位の和と各位の積を加えてできる8番目の数である。1つ前は79、次は99。(オンライン整数列大辞典の数列 A038364)
- 各位の和が17になる最小の数である。次は98。
  - 各位の和が n になる最小の数である。1つ前の16は79、次の18は99。(オンライン整数列大辞典の数列 A051885)
  - 各位の和が17になる数で素数になる最小の数である。次は179。(オンライン整数列大辞典の数列 A106758)
- 各位の平方和が145になる最小の数である。次は98。(オンライン整数列大辞典の数列 A003132)
  - 各位の平方和が n になる最小の数である。1つ前の144は488、次の146は189。(オンライン整数列大辞典の数列 A055016)
- 89 = 81 + 92 。この形の1つ前は9、次は135。(参照オンライン整数列大辞典の数列 A032799)
  - 2桁の数でこのような性質をもつ数は89だけである。
  - 89 = 34 + 8
    - n = 4 のときの 3n + 8 の値とみたとき1つ前は35、次は251。
      - 3n + 8 の形の3番目の素数である。1つ前は17、次は251。(オンライン整数列大辞典の数列 A102903)
- 連続自然数を昇順に並べてできる8番目の数である。1つ前は78、次は123。(オンライン整数列大辞典の数列 A035333)
  - 2つの連続自然数を昇順に並べた数とみたとき、次は910。(オンライン整数列大辞典の数列 A001704)
  - 2つの連続自然数を昇順に並べてできる3番目の素数である。1つ前は67、次は1213。(オンライン整数列大辞典の数列 A030458)
  - 1桁の連続整数を昇順に並べてできる7番目の素数である。ただし1桁の素数を除くと3番目である。1つ前は67、次は4567。(オンライン整数列大辞典の数列 A006055)
    - 8からの連続整数を昇順に並べてできる最小の素数とみたとき、次は891011…148149。
    - n からの連続整数を昇順に並べてできる最小の素数とみたとき1つ前の7からは78910111213、次の9からは91011…185186187。(オンライン整数列大辞典の数列 A140793)
- 89 = 52 + 82
  - 異なる2つの平方数の和で表せる26番目の数である。1つ前は85、次は90。(オンライン整数列大辞典の数列 A004431)
  - n = 2 のときの 5n + 8n の値とみたとき1つ前は13、次は637。(オンライン整数列大辞典の数列 A074617)
- 89 = 22 + 22 + 92 = 22 + 62 + 72 = 32 + 42 + 82
  - 3つの平方数の和3通りで表せる5番目の数である。1つ前は86、次は99。(オンライン整数列大辞典の数列 A025323)
  - 89 = 22 + 62 + 72 = 32 + 42 + 82
    - 異なる3つの平方数の和2通りで表せる6番目の数である。1つ前は86、次は90。(オンライン整数列大辞典の数列 A025340)

  - 89 = 22 + 62 + 72
    - n = 2 のときの 2n + 6n + 7n の値とみたとき1つ前は15、次は567。(オンライン整数列大辞典の数列 A074541)

  - 89 = 32 + 42 + 82
    - n = 2 のときの 3n + 4n + 8n の値とみたとき1つ前は15、次は603。(オンライン整数列大辞典の数列 A074550)
- 7番目のマルコフ数である。1つ前は34、次は169。
  - 12 + 342 + 892 = 3 × 1 × 34 × 89
- 89 = 911 − 21 = 912 − 213
  - a > 1 , b > 1 のとき ax − by = c を成り立たせる自然数 x , y の解を2つもつ8番目の数である。1つ前は13、次は275。(オンライン整数列大辞典の数列 A236211)
- 89 = 92 + 9 − 1 = 102 − 10 − 1
  - n = 9 のときの n2 + n − 1 の値とみたとき1つ前は71、次は109。(オンライン整数列大辞典の数列 A028387)
    - この形の7番目の素数である。1つ前は71、次は109。(オンライン整数列大辞典の数列 A002327)

  - 89 = 34 + 32 − 1
    - n = 3 のときの n4 + n2 − 1 の値とみたとき1つ前は19、次は271。
      - n4 + n2 − 1 の形の2番目の素数である。1つ前は19、次は271。(オンライン整数列大辞典の数列 A174819)

## その他 89 に関すること
- 原子番号 89 の元素はアクチニウム (Ac) である。
- 第89代天皇は後深草天皇。
- 日本の89代目の内閣総理大臣は、小泉純一郎。
- 第89代ローマ教皇はグレゴリウス2世（在位：715年5月19日～731年2月11日）である。
- クルアーンにおける第89番目のスーラは暁である。
- 自衛隊、海上保安庁、警察で使用されている89式5.56mm小銃。
- 陸上自衛隊で使用されている89式装甲戦闘車。
- 北海道産のイネの品種の一つ。八十九 (米のブランド)。
- 3月30日は、平年の場合1月1日から数えて89日目に当たる。

### 歴史上の「89」
- 1189年 - （日本）源義経が平泉で自害。義経をかくまった奥州藤原氏も滅ぶ。
- 1389年 - （バルカン半島）コソボの戦い。セルビア、オスマン帝国の保護国となる。
- 1689年 - （イギリス）名誉革命の結果、ウィリアム3世とメアリ2世が即位。
- 1789年 - （フランス）バスティーユ牢獄襲撃。フランス革命始まる。
- 1889年 - （日本）大日本帝国憲法発布。
- 1989年 - （日本）昭和天皇崩御。新元号『平成』公布。
- 1989年 - （ドイツ）ベルリンの壁崩壊。
- 1989年 - （ルーマニア）ニコラエ・チャウシェスク処刑。
- 1989年 - （中国）北京市で天安門事件が起きる。